# U-21-Fußball-Europameisterschaft 2015/Gruppe A
| Pl. | Land        | Sp. | S | U | N | Tore    | Diff. | Punkte |
| --- | ----------- | --- | - | - | - | ------- | ----- | ------ |
| 1.  | Dänemark    | 3   | 2 | 0 | 1 | 004:400 | ±0    | 06     |
| 2.  | Deutschland | 3   | 1 | 2 | 0 | 005:200 | +3    | 05     |
| 3.  | Tschechien  | 3   | 1 | 1 | 1 | 006:300 | +3    | 04     |
| 4.  | Serbien     | 3   | 0 | 1 | 2 | 001:700 | −6    | 01     |

Gruppe A der U-21-Fußball-Europameisterschaft 2015

## Tschechien – Dänemark 1:2 (1:0)
| Tschechien                                      | Tschechien | Dänemark | Dänemark |
| ----------------------------------------------- | --- | --- | -------- |
| Tschechien                                      | \| 17. Juni 2015 um 18:00 Uhr in Prag (Eden Aréna) \| \| Zuschauer: 15.987 \| \| Schiedsrichter: Szymon Marciniak ( Polen) \| \| Spielbericht \| | \| 17. Juni 2015 um 18:00 Uhr in Prag (Eden Aréna) \| \| Zuschauer: 15.987 \| \| Schiedsrichter: Szymon Marciniak ( Polen) \| \| Spielbericht \| | Dänemark |
| Tschechien                                      | Tomáš Koubek – Pavel Kadeřábek, Jakub Brabec , Jan Baránek (82. Adam Jánoš), Matěj Hybš – Ondřej Petrák – Martin Frýdek, Jaromír Zmrhal, Tomáš Příkrýl (62. Michal Trávník), Ladislav Krejčí (76. Jiří Skalák) – Jan Kliment Cheftrainer: Jakub Dovalil | Jakob Busk – Alexander Scholz, Frederik Sørensen (25. Lasse Vigen Christensen), Jannik Vestergaard , Jonas Knudsen – Andreas Christensen, Nicolaj Thomsen, Pierre Emile Højbjerg – Yussuf Poulsen, Viktor Fischer (57. Pione Sisto), Rasmus Falk (89. Emil Berggreen) Cheftrainer: Jess Thorup | Dänemark |
| Tschechien                                      | 1:0 Pavel Kadeřábek (35.) | 1:1 Jannik Vestergaard (56.) 1:2 Pione Sisto (84.) | Dänemark |
| Tschechien                                      | Jonas Knudsen (4.), Jannik Vestergaard (31.) | | Dänemark |
| 17. Juni 2015 um 18:00 Uhr in Prag (Eden Aréna) | | |          |
| Zuschauer: 15.987                               | | |          |
| Schiedsrichter: Szymon Marciniak ( Polen)       | | |          |
| Spielbericht                                    | | |          |

## Deutschland – Serbien 1:1 (1:1)
| Deutschland                                         | Deutschland | Serbien | Serbien |
| --------------------------------------------------- | --- | --- | ------- |
| Deutschland                                         | \| 17. Juni 2015 um 20:45 Uhr in Prag (Generali Arena) \| \| Zuschauer: 5.490 \| \| Schiedsrichter: Javier Estrada Fernández ( Spanien) \| \| Spielbericht \| | \| 17. Juni 2015 um 20:45 Uhr in Prag (Generali Arena) \| \| Zuschauer: 5.490 \| \| Schiedsrichter: Javier Estrada Fernández ( Spanien) \| \| Spielbericht \| | Serbien |
| Deutschland                                         | Marc-André ter Stegen – Julian Korb, Matthias Ginter, Robin Knoche, Christian Günter – Moritz Leitner (46. Joshua Kimmich), Emre Can – Kevin Volland , Max Meyer (77. Leonardo Bittencourt), Amin Younes – Philipp Hofmann (71. Nico Schulz) Cheftrainer: Horst Hrubesch | Marko Dmitrović – Filip Stojković, Uroš Spajić, Aleksandar Pantić, Nemanja Petrović – Darko Brašanac, Goran Čaušić – Miloš Jojić (90. Luka Milunović), Filip Đuričić, Slavoljub Srnić (76. Aleksandar Čavrić) – Aleksandar Pešić (90. Nikola Trujić) Cheftrainer: Mladen Dodić | Serbien |
| Deutschland                                         | 1:1 Emre Can (17.) | 0:1 Filip Đuričić (8.) | Serbien |
| Deutschland                                         | Moritz Leitner (42.), Christian Günter (48.) | Goran Čaušić (52.), Darko Brašanac (54.), Aleksandar Pantić (76.) | Serbien |
| Deutschland                                         | Christian Günter (69.) | | Serbien |
| 17. Juni 2015 um 20:45 Uhr in Prag (Generali Arena) | | |         |
| Zuschauer: 5.490                                    | | |         |
| Schiedsrichter: Javier Estrada Fernández ( Spanien) | | |         |
| Spielbericht                                        | | |         |

## Serbien – Tschechien 0:4 (0:2)
| Serbien                                             | Serbien | Tschechien | Tschechien |
| --------------------------------------------------- | --- | --- | ---------- |
| Serbien                                             | \| 20. Juni 2015 um 18:00 Uhr in Prag (Generali Arena) \| \| Zuschauer: 16.253 \| \| Schiedsrichter: Clément Turpin ( Frankreich) \| \| Spielbericht \| | \| 20. Juni 2015 um 18:00 Uhr in Prag (Generali Arena) \| \| Zuschauer: 16.253 \| \| Schiedsrichter: Clément Turpin ( Frankreich) \| \| Spielbericht \|                                                                                                   | Tschechien |
| Serbien                                             | Marko Dmitrović – Filip Stojković (46. Marko Petković), Uroš Spajić, Aleksandar Pantić, Nemanja Petrović – Goran Čaušić (63. Aleksandar Kovačević), Darko Brašanac – Miloš Jojić (85. Luka Milunović), Filip Đuričić, Slavoljub Srnić – Aleksandar Pešić Cheftrainer: Mladen Dodić | Tomáš Koubek – Pavel Kadeřábek, Jakub Brabec , Tomáš Kalas, Matěj Hybš – Ondřej Petrák, Jaromír Zmrhal – Jiří Skalák (74. Lukáš Masopust), Václav Kadlec (29. Michal Trávník), Martin Frýdek – Jan Kliment (81. Tomáš Příkrýl) Cheftrainer: Jakub Dovalil | Tschechien |
| Serbien                                             | 0:1 Jan Kliment (7.) 0:2 Jan Kliment (21.) 0:3 Jan Kliment (56.) 0:4 Martin Frýdek (59.) | | Tschechien |
| Serbien                                             | Darko Brašanac (10.), Filip Djuričić (68.) | Lukáš Masopust (84.) | Tschechien |
| 20. Juni 2015 um 18:00 Uhr in Prag (Generali Arena) | | |            |
| Zuschauer: 16.253                                   | | |            |
| Schiedsrichter: Clément Turpin ( Frankreich)        | | |            |
| Spielbericht                                        | | |            |

## Deutschland – Dänemark 3:0 (1:0)
| Deutschland                                     | Deutschland | Dänemark | Dänemark |
| ----------------------------------------------- | --- | --- | -------- |
| Deutschland                                     | \| 20. Juni 2015 um 20:45 Uhr in Prag (Eden Aréna) \| \| Zuschauer: 13.268 \| \| Schiedsrichter: Sergei Karassjow ( Russland) \| \| Spielbericht \| | \| 20. Juni 2015 um 20:45 Uhr in Prag (Eden Aréna) \| \| Zuschauer: 13.268 \| \| Schiedsrichter: Sergei Karassjow ( Russland) \| \| Spielbericht \| | Dänemark |
| Deutschland                                     | Marc-André ter Stegen – Julian Korb, Matthias Ginter, Dominique Heintz, Nico Schulz – Leonardo Bittencourt (80. Serge Gnabry), Emre Can (77. Johannes Geis), Joshua Kimmich, Amin Younes – Max Meyer, Kevin Volland (82. Felix Klaus) Cheftrainer: Horst Hrubesch | Jakob Busk – Alexander Scholz, Andreas Christensen, Jannik Vestergaard , Jonas Knudsen – Jens Jønsson (77. Christian Nørgaard), Nicolaj Thomsen, Lasse Vigen Christensen – Yussuf Poulsen (61. Uffe Bech), Nicolai Brock-Madsen, Pione Sisto (72. Viktor Fischer) Cheftrainer: Jess Thorup | Dänemark |
| Deutschland                                     | 1:0 Kevin Volland (32.) 2:0 Kevin Volland (48.) 3:0 Matthias Ginter (53.) | | Dänemark |
| Deutschland                                     | Jonas Knudsen (17.), Yussuf Poulsen (50.) | | Dänemark |
| 20. Juni 2015 um 20:45 Uhr in Prag (Eden Aréna) | | |          |
| Zuschauer: 13.268                               | | |          |
| Schiedsrichter: Sergei Karassjow ( Russland)    | | |          |
| Spielbericht                                    | | |          |

## Tschechien – Deutschland 1:1 (0:0)
| Tschechien                                      | Tschechien | Deutschland | Deutschland |
| ----------------------------------------------- | --- | --- | ----------- |
| Tschechien                                      | \| 23. Juni 2015 um 20:45 Uhr in Prag (Eden Aréna) \| \| Zuschauer: 18.068 \| \| Schiedsrichter: Danny Makkelie ( Niederlande) \| \| Spielbericht \| | \| 23. Juni 2015 um 20:45 Uhr in Prag (Eden Aréna) \| \| Zuschauer: 18.068 \| \| Schiedsrichter: Danny Makkelie ( Niederlande) \| \| Spielbericht \| | Deutschland |
| Tschechien                                      | Tomáš Koubek – Pavel Kadeřábek, Jakub Brabec , Tomáš Kalas, Matěj Hybš – Jiří Skalák (61. Lukáš Masopust), Ondřej Petrák, Jaromír Zmrhal, Martin Frýdek (80. Tomáš Příkrýl) – Michal Trávník (59. Ladislav Krejčí), Jan Kliment Cheftrainer: Jakub Dovalil | Marc-André ter Stegen – Julian Korb, Matthias Ginter, Dominique Heintz, Christian Günter – Amin Younes (64. Leonardo Bittencourt), Emre Can, Joshua Kimmich, Nico Schulz (90.+2' Philipp Hofmann) – Max Meyer (82. Yunus Malli), Kevin Volland Cheftrainer: Horst Hrubesch | Deutschland |
| Tschechien                                      | 1:1 Ladislav Krejčí (66.) | 0:1 Nico Schulz (55.) | Deutschland |
| Tschechien                                      | Martin Frýdek (32.) | Amin Younes (22.), Julian Korb (65.), Joshua Kimmich (87.), Emre Can (90.+4') | Deutschland |
| 23. Juni 2015 um 20:45 Uhr in Prag (Eden Aréna) | | |             |
| Zuschauer: 18.068                               | | |             |
| Schiedsrichter: Danny Makkelie ( Niederlande)   | | |             |
| Spielbericht                                    | | |             |

## Dänemark – Serbien 2:0 (1:0)
| Dänemark                                                | Dänemark | Serbien | Serbien |
| ------------------------------------------------------- | --- | --- | ------- |
| Dänemark                                                | \| 23. Juni 2015 um 20:45 Uhr in Prag (Generali Arena) \| \| Zuschauer: 4.297 \| \| Schiedsrichter: Anastasios Sidiropoulos ( Griechenland) \| \| Spielbericht \| | \| 23. Juni 2015 um 20:45 Uhr in Prag (Generali Arena) \| \| Zuschauer: 4.297 \| \| Schiedsrichter: Anastasios Sidiropoulos ( Griechenland) \| \| Spielbericht \| | Serbien |
| Dänemark                                                | Jakob Busk – Alexander Scholz, Andreas Christensen, Jannik Vestergaard , Riza Durmisi – Jens Jønsson, Nicolaj Thomsen, Pierre Emile Højbjerg (89. Christian Nørgaard) – Yussuf Poulsen, Viktor Fischer (66. Lasse Vigen Christensen), Rasmus Falk (85. Uffe Bech) Cheftrainer: Jess Thorup | Marko Dmitrović – Marko Petković , Uroš Spajić, Lazar Ćirković (81. Aleksandar Pantić), Nemanja Petrović – Aleksandar Kovačević, Goran Čaušić – Aleksandar Čavrić (59. Luka Milunović), Filip Đuričić, Miloš Jojić (66. Nikola Trujić) – Aleksandar Pešić Cheftrainer: Mladen Dodić | Serbien |
| Dänemark                                                | 1:0 Rasmus Falk (21.) 2:0 Viktor Fischer (47.) | | Serbien |
| Dänemark                                                | Andreas Christensen (53.) | Lazar Ćirković (41.), Nemanja Petrović (62.), Marko Petković (63.) | Serbien |
| 23. Juni 2015 um 20:45 Uhr in Prag (Generali Arena)     | | |         |
| Zuschauer: 4.297                                        | | |         |
| Schiedsrichter: Anastasios Sidiropoulos ( Griechenland) | | |         |
| Spielbericht                                            | | |         |